# Janet Yellen
Janet Louise Yellen (Brooklyn, 13 augustus 1946) is een Amerikaans econoom, centraal bankier en hoogleraar. Ze was van 26 januari 2021 tot en met 20 januari 2025 minister van Financiën in het kabinet-Biden. Eerder was ze voorzitter van de Council of Economic Advisers van 1997 tot 1999, president van de Federal Reserve Bank van San Francisco van 2004 tot 2010, vicevoorzitter van het Federal Reserve System van 2010 tot 2014 en voorzitter van het Federal Reserve System van 2014 tot 2018.

## Biografie
Yellen studeerde economie aan de Brown-universiteit en in 1967 studeerde zij summa cum laude af. Ze is getrouwd met Nobelprijswinnaar George Akerlof. Ze hebben samen een zoon.
Sinds 1980 diende ze als hoogleraar aan de Haas School of Business dat deel uitmaakt van de Universiteit van Californië in Berkeley. Tegenwoordig is ze nog aan de universiteit verbonden als  emeritus professor.
Tijdens het presidentschap van Bill Clinton was Yellen in de periode 1997-1999 voorzitter van de Council of Economic Advisers, het belangrijkste adviescollege van het Witte Huis op het gebied van de economische politiek. Van 2004 tot 2010 was zij voorzitter van de Federal Reserve Bank van San Francisco. In 2009 was zij stemgerechtigd lid van de Federal Open Market Committee (FOMC).
Op 3 februari 2014 werd Yellen benoemd tot eerste vrouw aan het hoofd het Federal Reserve System (The Fed), een functie die ze tot 3 februari 2018 heeft bekleed. Hiermee volgt ze Ben Bernanke op. De 67-jarige Yellen was de belangrijkste kandidaat nadat Lawrence Summers zich in september 2013 terugtrok wegens gebrek aan steun in de oppositie.
In juli 2017 werd bekend dat president Trump plannen had om Yellen te vervangen als haar termijn in februari 2018 afliep. Met de zoektocht naar een vervanger brak Trump met een langdurige traditie, sinds Harry S. Truman, om de zittende voorzitter te herbenoemen als deze de taken goed uitvoert. Begin november maakte Trump zijn keuze voor de opvolger bekend, de 64-jarige Jerome Powell. Hij is opgeleid als politicoloog en jurist en maakt sinds 2012 deel uit van het Fed-bestuur.
Bij haar afscheid gaf ze aan dat tijdens ons leven een nieuwe crisis onwaarschijnlijk is geworden.
Van 26 januari 2021 tot en met 20 januari 2025 was Yellen de 78e minister van Financiën in het kabinet-Biden.